# Blaupunkt
Blaupunkt var en tysk producent af bl.a. autostereo og navigationssystemer.
Navnet Blaupunkt kommer af, at firmaet anvendte blå, runde klistermærker ved kvalitetskontrollen af radioapparaterne i 1920'erne. Kvalitetsmærkningen skabte et varemærke og firmaet tog navnet Blaupunkt.
Virksomheden gik konkurs i 2016. Firmaet GIP Development SARL i Luxembourg har overtaget rettighederne til varemærket.